# REVOLT e.p.
「REVOLT e.p.」（リヴォルト・イーピー）は、VALSHEの1枚目のシングル。2011年4月27日に5pb. Reordsから発売された。

## 解説
VALSHE初のシングル。表題曲「REVOLT」はTOKYO MX『明坂聡美の「明けテレ」』エンディングテーマ。カップリング「Collar」は同番組のオープニング及びアパレルブランド「Deorart」の2011春テーマソング。初回盤は表題曲のプロモーションビデオを収録したDVD付き。また、6thシングル「Butterfly Core」に抜かされる前は当時最大のヒット作でもあった。

## 批評
CDジャーナル「どこまでも中性的で隙を見せぬヴォーカルと、ハイ・スピードなデジタル・ロックの掛け合いがスリリング。高音部の、搾り出すようなヴォーカルの色気は特筆モノ」と評した。

## 収録曲
1. REVOLT (4:45)
作詞：VALSHE・minato　作曲：minato　編曲：齋藤真也
2. Collar (4:11)
作詞：VALSHE・minato　作曲：minato　編曲：FAITH-T
3. Parade Cage (4:20)
作詞：minato　作曲：doriko　編曲：doriko・Dr. Tyler
4. ハルノハテ (3:52)
作詞・作曲：minato　編曲：FAITH-T
5. REVOLT -instrumental- (4:45)
6. Collar -instrumental- (4:11)
7. Parade Cage -instrumental- (4:20)
8. ハルノハテ -instrumental- (3:52)